# Kathy Bates
Kathleen Doyle „Kathy” Bates (Memphis, Tennessee, 1948. június 28. –) Oscar- és kétszeres Golden Globe-díjas amerikai színésznő és rendező.
Miután az 1970-es és 1980-as években számos kisebb filmes, illetve televíziós szerepben feltűnt, az 1990-es Tortúra című film hozta el számára az ismertséget. Szerepléséért elnyerte a legjobb női főszereplőnek járó Oscar-díjat, valamint egy Golden Globe-díjat is. Az 1990-es években fontos szerepeket alakított a Sült, zöld paradicsom (1991) és a Dolores Claiborne (1995) című filmekben, valamint az 1997-es Titanic című drámában. Az 1998-as A nemzet színe-java című film egy újabb Oscar-jelölést és egy Screen Actors Guild Award-ot hozott számára; a 2002-es Schmidt története című vígjáték-drámában nyújtott alakítását újabb Oscar-jelöléssel honorálták.
Televíziós szerepléseivel is sikert aratott; összesen tizennégy Emmy-jelölést kapott, ebből kettőt a Harry's Law című sorozat főszerepéért. 2012-ben a Két pasi – meg egy kicsi című sorozatban alakította Charlie Harper szellemét, mellyel elnyerte első Emmy-díját. 2014-ben az Amerikai Horror Story: Boszorkányok hozta meg számára a második elnyert Emmy-díjat.

## Színészi pályafutása

### Karrierjének kezdete
Első játékfilmes szerepét Miloš Forman 1971-es Elszakadás című vígjátékában kapta, melyben az Even Horses Had Wings című dalt énekli el (a stáblistán a színésznő „Bobo Bates” néven szerepel). Következő játékfilmje a Dustin Hoffman főszereplésével készült Visszaesők című bűnügyi dráma volt. A színésznő 1977-ben debütált televíziós sorozatban, az NBC The Doctors című szappanoperájában. 1983 és 1984 között az elítélt Belle Bodelle-t alakította az All My Children című sorozatban, 1984-től 1985-ig pedig az One Life to Live című szappanoperában volt látható, Evelyn Maddox szerepében.

### 1990-es és 2000-es évek
1990-ben ismét Hoffman oldalán szerepelt, a Warren Beatty által rendezett Dick Tracyben. Ugyanebben az évben megkapta a megszállott rajongó, Annie Wilkes szerepét, aki fogságba ejti kedvenc íróját; az 1990-es Tortúra című thriller – mely Stephen King azonos című regényéből készült – ismertté tette a színésznőt és megkapta érte első Oscar-jelölését, melyet meg is nyert (Oscar-díj a legjobb női főszereplőnek). Ezt követően Jessica Tandyval játszott együtt az 1991-es Sült, zöld paradicsom című romantikus vígjátékban. 1994-ben Stephen King minisorozatában (Stephen King: Végítélet) cameoszerepben tűnt fel.
1995-ben ismét egy Stephen King-adaptációban, a Dolores Claiborne című film címszerepében kapott szerepet, habár ez alkalommal nem jelölték Oscar-díjra. 1997-ben a színésznő James Cameron Titanicjában, minden idők egyik legsikeresebb filmjében Margaret Brownt formálta meg. Az 1998-as A nemzet színe-java című politikai drámában a csípős nyelvéről ismert Libby Holden politikai tanácsadót alakította; a szerepért második alkalommal is Oscarra jelölték, ezúttal mint legjobb női mellékszereplőt. 2002-ben harmadik jelölését is megkapta (Schmidt története). 2006-ban Matthew McConaughey édesanyját játszotta el az Anyám nyakán című vígjátékban. A 2008-as A szabadság útjai című filmben ismét Titanicos színésztársaival, Leonardo DiCaprióval és Kate Winslettel dolgozott együtt. David E. Kelley Harry's Law című jogi drámasorozatában főszerepet kapott, de a 2011 januárjában az NBC csatornán indított sorozatot két évad után, 2012 májusában törölték.

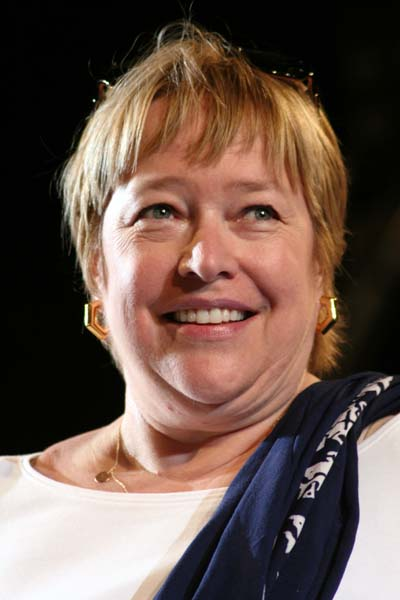
Bates 2006-ban

Batest 2016-ig összesen tizennégy alkalommal jelölték Emmy-díjra (ebből kettőt nyert meg): a legjobb női mellékszereplőnek (minisorozat vagy tévéfilm) járó díjra először a HBO The Late Shift című 1996-os filmjéért jelölték. Később ugyanebben a kategóriában az Annie című 1999-es zenés vígjátékért, továbbá a 2005-ös, Franklin D. Roosevelt életét bemutató, szintén a HBO által gyártott Warm Springs című életrajzi filmért is jelöléseket kapott. Legjobb női főszereplőként (minisorozat vagy tévéfilm) az Önkéntes mentős (2006) című filmért (melynek elkészítésében rendezőként is részt vett) kapott jelölést. Az Alice (2009) című minisorozat női mellékszerepéért további Emmy-jelölést kapott.
A HBO Sírhant művek című sorozatának tíz epizódjában tűnt fel Bettina szerepében, 2003-ban legjobb vendégszínésznő (drámasorozat)-kategóriában jelölték Emmy-re. A legjobb komikus vendégszínésznőnek járó Emmy-re vígjáték-kategóriában az 1999-es Űrbalekok-ért jelölték, ugyanebben az évben a legjobb rendezőnek (minisorozat vagy tévéfilm) járó Emmy-jelölést is magáénak tudhatta, a Dashiell Hammett és Lillian Hellman életét bemutató Dash and Lilly című filmért.
Az 1990-es évektől Bates rendezői karriert is befutott. Rendezett epizódokat a Gyilkos utcák, a New York rendőrei, az Oz, a Sírhant művek és az Everwood című sorozatok számára. Filmes rendezései közé tartozik a Dash and Lilly (1999) és az Önkéntes mentős (2006), utóbbiban szerepelt is. Melanie Griffithtel közösen készítette el a Have Mercy című 2006-os filmet, melyben rendezőként és színészként is részt vett.

### 2010 után
2012-ben Bates vendégszerepelt a Két pasi – meg egy kicsi című vígjáték egy epizódjában, melyben a Charlie Sheen által alakított és a sorozatban elhunyt Charlie Harper szellemeként tűnt fel. Szellemként elmondja Harper testvérének, Alannek (Jon Cryer), hogy kicsapongó és nőcsábász életmódja miatt a pokolra került és egy női testbe zárva kell bűnhődnie az örökkévalóságig. Alakításáért Bates a korábbi kilenc jelölés után első alkalommal elnyerte az Emmy-díjat, legjobb vendégszínésznő (vígjátéksorozat) kategóriában.
2013-ban kezdett szerepelni az Amerikai Horror Story harmadik évadjában, mely a Boszorkányok címet viseli. Az évadban a halhatatlan és rasszista Delphine LaLaurie szerepében tűnik fel, aki a modern világban éled újjá, miután hosszú évekre élve eltemették. Bates ezért a szerepért elnyerte a legjobb női mellékszereplőnek (minisorozat vagy tévéfilm) járó Emmy-díjat. Az Amerikai Horror Story negyedik évadjában (Rémségek cirkusza) Ethel Darling-ot, a szakállas nőt alakítja – a mellékszerep egy újabb Emmy-jelölést hozott számára. A sorozat 2015-2016-os ötödik évadjában (Hotel) egy hotel portásának, Iris-nek a szerepében tér vissza.
2016 júniusában, az orlandói melegbárban történt, negyvenkilenc halálos áldozatot követelő mészárlás után az LMBT jogokért küzdő Human Rights Campaign megjelentetett egy emlékvideót az áldozatokról; a videóban negyvenkilenc híresség, köztük Bates meséli el egy-egy áldozat történetét.

## Magánélete
2003-ban diagnosztizálták petefészekrákkal, melyből felgyógyult. 2012 szeptemberében a Twitter-en hozta nyilvánosságra, hogy két hónappal korábban emlőrákot állapítottak meg nála orvosai és a betegség megelőzése érdekében mindkét mellét eltávolíttatta. A műtét után nem sokkal azonban nyiroködéma alakult ki mindkét karjában. Betegségét követően a Nyiroködéma Tanulmányi és Kutató Hálózat (Lymphatic Education & Research Network - LE&RN) nagykövete lett.
Bates férje 1991-től Tony Campisi színész volt, házasságuk 1997-ben ért véget; a színésznőnek nem születtek gyermekei.

## Fordítás
Ez a szócikk részben vagy egészben  a   Kathy Bates című angol Wikipédia-szócikk fordításán alapul.  Az eredeti cikk szerkesztőit annak laptörténete sorolja fel. Ez a jelzés csupán a megfogalmazás eredetét és a szerzői jogokat jelzi, nem szolgál a cikkben szereplő információk forrásmegjelöléseként.